# Auguste-Louis-Philippe-Emmanuel de Croÿ
Pour les autres membres de la famille, voir Famille de Croÿ.
Auguste-Louis-Philippe-Emmanuel de Croÿ est un homme politique français né le 3 novembre 1765 au château de l'Hermitage à Condé-sur-l'Escaut  (Nord) où il est mort le 19 octobre 1822.

## Biographie
Fils d'Anne-Emmanuel de Croÿ, Auguste-Louis-Philippe-Emmanuel émigra  avec sa famille en 1791. Le duc de Croÿ avait le grade de major à l'époque où il quitta le service de France.
Il obtint, en échange des biens qu'il avait perdus, la seigneurie de Dülmen en Westphalie. Privé en 1806 de ses droits de souveraineté sur le comté de Dülmen (nl), obtenu par le recès de la dernière séance de la Diète d'Empire tenue le 25 février 1803 à Ratisbonne, il vit son comté placé momentanément dans la souveraineté du duc d'Arenberg (Duché d'Arenberg-Meppen), dont les possessions avec le titre de duc de Croÿ-Dülmen, furent ensuite mis sous la souveraineté du royaume de Prusse par le congrès de Vienne (1815).
Rentré en France en 1814, il fut appelé à la pairie par ordonnance du 4 juin 1814. Il siégea obscurément dans la Chambre haute : son nom ne figure pas au scrutin pour le procès du maréchal Ney.

## Récapitulatifs

### Titres
- 9e Duc de Croÿ,
- Prince du Saint-Empire[1],
- Comte souverain de Dülmen (nl)[1],
- Grand d'Espagne de la 1re classe[1],
- Pair de France[3] :
  - 4 juin 1814 - mars 1815, août 1815 - 19 octobre 1822,
  - Duc et pair (31 août 1817, sans lettres patentes, ni majorat).

### Décorations
- Chevalier de l'ordre de Saint-Hubert de Bavière[1].

### Armoiries
Écartelé : au 1 et 4, contr’écartelé: d’argent à trois fasces de gueules (Croy) et d’argent à trois doloires de gueules (Renty) ; au 2, d’Albret (écartelé de France et de gueules plein) sur le tout de Bretagne (d’hermine plein) ; au 3 écartelé d’or au lion de sable (Flandres) et losangé d’or et de gueules (Craon). Sur le tout écartelé de Croy et de Renty.

## Ascendance et postérité
Fils aîné d'Anne-Emmanuel de Croÿ, 9e duc de Croÿ, prince de Solre et d'Auguste-Friederike zu Salm-Kyrburg (1747-1822), Auguste-Louis-Philippe-Emmanuel de Croÿ a deux frères :
- Emmanuel Marie Maximilien (Paris, 7 juillet 1768 – château de Rœulx, (Belgique), général et pair de France, marié, dont postérité ;
- Gustave-Maximilien-Juste (château de l'Hermitage, 12 septembre 1773 – Rouen,1er janvier 1844), évêque de Strasbourg (1817-1823), archevêque de Rouen (1824-1844), cardinal (1825).

Il épouse le 10 janvier 1789 Anne-Victurnienne-Henriette de Rochechouart de Mortemart (Paris, 7 mai 1773 - Dülmen, 10 juillet 1806), fille de Victurnien-Jean-Baptiste de Rochechouart, duc de Mortemart, pair de France, alors brigadier des armées du roi et mestre-de-camp du régiment de Lorraine-infanterie, et d'Anne-Catherine-Gabrielle d'Harcourt de Lillebonne.
Il épouse en secondes noces le 5 novembre 1821 à Paris Anne-Marie Maria Dillon (en) (Londres, 28 avril 1795 - Paris, 7 mars 1827), comtesse Dillon de Costello-Gallen, fille du comte Henri Dillon (1759-1837), il a cinq enfants : 
- Alfred-François-Frédéric-Philippe (Aachen, 22 décembre 1789 - château de Dülmen, 14 juillet 1861), 10e duc de Croÿ-Dülmen, marié, le 21 juillet 1819 avec Éleonore (1794-1871), princesse de Salm-Salm, fille de Constantin Alexandre-Joseph (de) (1762-1828), prince de Salm-Salm et de Marie-Walpurge, comtesse de Sternberg, dont postérité ;
- Fernand-Victor-Philippe (Aachen, 31 octobre 1791 - château de Rœulx, 4 septembre 1865), prince de Croÿ, de Solre, et du Saint-Empire, commandeur de l'ordre du Lion-Belgique, commandant un régiment de hussards à son nom (1814), aide-de-camp de Guillaume Ier roi des Pays-Bas, général major au service du royaume des Pays-Bas (1815-1830), marié, le 3 septembre 1810, Le Rœulx, avec Anne-Louise-Constance, princesse de Croÿ-Solre, sa cousine germaine (fille d'Emmanuel Marie Maximilien, prince de Solre) dont postérité subsistante ;
- Philippe-François-Bernard-Victurnien (Vienne, 26 novembre 1801 - Bad Ems, 2 août 1871), prince de Croÿ et du Saint-Empire, marié, le 24 juillet 1824 à Burg Anholt (de), avec Jeanne-Wilhelmine-Auguste (5 août 1796 - 22 novembre 1868), princesse de Salm-Salm, fille puînée de Constantin Alexandre-Joseph (de) (1762-1828), prince de Salm-Salm et de Marie-Walpurge, comtesse de Sternberg, dont postérité subsistante ;
- Stéphanie-Victorine-Marie-Anne (Dülmen, 5 juin 1805 - Lysá nad Labem (en allemand : Lissa an der Elbe) (Bohême), 27 septembre 1884), princesse de Croÿ, mariée, le 3 octobre 1825 à Dülmen, avec Benjamin-Mériadec de Rohan (1804-1846), prince de Guémené, Rochefort et Montauban, dont postérité ;
- Gustave (Bruxelles, 12 février 1823 - château de Rœulx (Hainaut, Belgique)[5], 16 décembre 1844), prince de Croÿ, né posthume.